# Isotima albicineta
Isotima albicineta är en stekelart som beskrevs av William Harris Ashmead 1905. Isotima albicineta ingår i släktet Isotima och familjen brokparasitsteklar. Inga underarter finns listade i Catalogue of Life.